# Formicarius (género)
Formicarius es un género de aves paseriformes perteneciente a la familia Formicariidae que agrupa a especies nativas de la América tropical (Neotrópico), cuyas áreas de distribución se encuentran desde el sur de México a través de América Central y del Sur hasta el sur de Brasil por el este y hasta el sureste de Perú y noroeste de Bolivia por el oeste. A sus miembros se les conoce por el nombre popular de formicarios.

## Etimología
El nombre genérico masculino «Formicarius» en el latín moderno significa ‘relativo a las hormigas’.

## Características
Son «hormigueros de suelo» bastante uniformemente oscuros, medianos, midiendo entre 17 y 19 cm de longitud. Principalmente terrestres, habitan en bosques húmedos y montanos. Tímidos, son mucho más oídos que vistos. Tienden a ser solitarios, deambulando con sus cortas colas negruzcas garbosamente erguidas, recordando nada más que a una pequeña cotara.

## Taxonomía
La especie Formicarius moniliger fue separada de F. analis siguiendo a Howell & Webb 1995; Krabbe & Schulenberg 2003 y Dickinson & Christidis 2014. El Comité de Clasificación de Norte y Mesoamérica (N&MACC) aprobó la separación en la Propuesta 2020-B-11.

## Lista de especies
Según las clasificaciones del Congreso Ornitológico Internacional (IOC) (versión 7.1, 2017)  y Clements Checklist/eBird agrupa a las siguientes especies con los respectivos nombres comunes de acuerdo a la Sociedad Española de Ornitología (SEO):
| Imagen | Nombre científico         | Autor                        | Nombre común           | Estado de conservación | Distribución |
| ------ | ------------------------- | ---------------------------- | ---------------------- | ---------------------- | ------------ |
|        | Formicarius colma         | Boddaert, 1783               | formicario capirrojo   | LC                     |              |
|        | Formicarius analis        | (Orbigny & Lafresnaye, 1837) | formicario enmascarado | LC                     |              |
|        | Formicarius moniliger     | P.L. Sclater, 1857           | formicario mexicano    | LC                     |              |
|        | Formicarius rufifrons     | Blake, 1957                  | formicario frentirrojo | NT                     |              |
|        | Formicarius nigricapillus | Ridgway, 1893                | formicario cabecinegro | LC                     |              |
|        | Formicarius rufipectus    | Salvin, 1866                 | formicario pechirrufo  | LC                     |              |